# آنیتا بربر
آنیتا بربر (انگلیسی: Anita Berber; ۱۰ ژوئن ۱۸۹۹ – ۱۰ نوامبر ۱۹۲۸) رقص، هنرپیشه، نویسنده اهل امپراتوری آلمان بود.
از فیلم‌ها یا برنامه‌های تلویزیونی که وی در آنها نقش داشته‌است می‌توان به دکتر مابوزه: قمارباز، دور دنیا در هشتاد روز اشاره کرد.

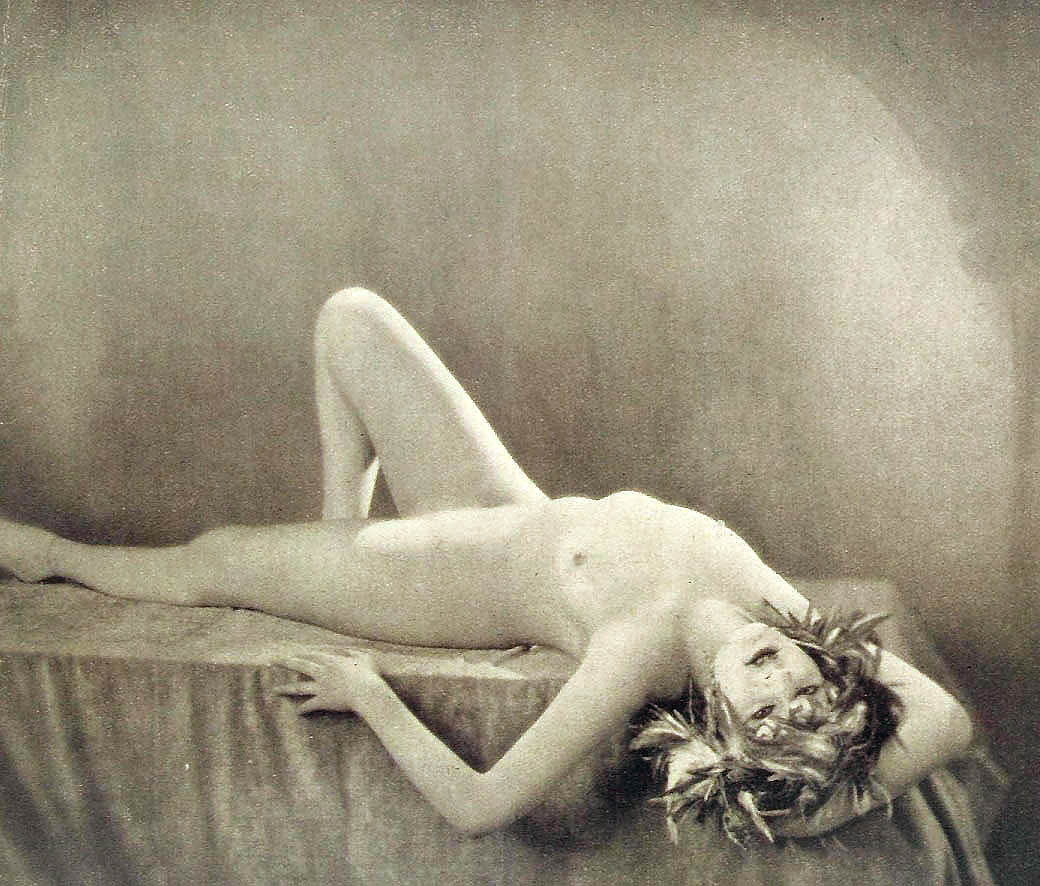
آنیتا بربر - ۱۹۲۰ - عکسی از الکساندر بیندر